# Numero beth
In matematica, e più precisamente in teoria degli insiemi, il numero beth indica una particolare successione di numeri cardinali. Il simbolo è bet, {\displaystyle \beth }, la seconda lettera dell'alfabeto ebraico.
La successione è parametrizzata sui numeri ordinali e definita per induzione transfinita come segue:
{\displaystyle {\begin{cases}\beth _{0}=\aleph _{0}\\\beth _{\alpha +1}=2^{\beth _{\alpha }}\\\beth _{\lambda }=\sup\{\beth _{\gamma }\mid \gamma \in \lambda \}\qquad {\text{con }}\lambda {\text{ limite}}\end{cases}}}

## Numeri beth e numeri aleph
Per le regole dell'aritmetica dei cardinali, dato un cardinale {\displaystyle k} si ha che {\displaystyle 2^{k}} è la cardinalità dell'insieme di funzioni da {\displaystyle k} in {\displaystyle \{0,1\}}, che non è altro che la cardinalità di {\displaystyle {\mathcal {P}}(k)}, l'insieme delle parti di {\displaystyle k}.
Alla luce di questa osservazione, il secondo "tassello" della definizione della successione può essere riscritto come:
- {\displaystyle \beth _{\alpha +1}=\left|{\mathcal {P}}(\beth _{\alpha })\right|}

A questo punto si nota che i primi elementi della successione sono i cardinali più utilizzati in matematica:
- {\displaystyle \beth _{0}} è la cardinalità del numerabile
- {\displaystyle \beth _{1}} è la cardinalità del continuo, cioè di {\displaystyle \mathbb {R} }
- {\displaystyle \beth _{2}} è la cardinalità di {\displaystyle {\mathcal {P}}(\mathbb {R} )}, ovvero il "numero" di insiemi di numeri reali

Sorge spontanea la domanda "Tutti i cardinali fanno parte di questa successione?"
In altre parole: la successione dei numeri {\displaystyle \beth } coincide con quella dei numeri {\displaystyle \aleph }?
Che {\displaystyle \beth _{0}} coincida con {\displaystyle \aleph _{0}}, è vero per definizione. Andando in ordine, il primo caso non banale è quindi {\displaystyle \beth _{1}}, la cui equivalenza con {\displaystyle \aleph _{1}} però non è altro che l'ipotesi del continuo, che è dimostrata essere indecidibile se ci si basa sugli assiomi standard della matematica.
In generale, l'equivalenza {\displaystyle \beth _{\alpha }=\aleph _{\alpha }} è la cosiddetta ipotesi generalizzata del continuo, ed è ovviamente indecidibile, dato che lo è un suo caso particolare.